# Birgit Kober
Pour les articles homonymes, voir Kober.
Birgit Kober, née le 10 juillet 1971 est une athlète handisport allemande. Elle participe d'abord aux épreuves de lancer assis en F34. De 2011 à 2013, elle est championne en titre aux niveaux européen, mondial et paralympique du lancer du poids et de javelot dans sa catégorie. Aux Jeux paralympiques d'été de 2012 à Londres, elle bat aussi le record du monde dans ces deux épreuves. À la suite des modifications apportées aux règles du Comité international paralympique pour les lancers assis en 2014, elle choisit d'intégrer une classe debout, la F36. Elle remporte alors le lancer du poids F36 aux Jeux paralympiques d'été de 2016 avec un lancer qui établit un nouveau record paralympique. En mars 2019, elle détient le record du monde du lancer du javelot féminin F36 en 11,56 m,. 

## Carrière

### Enfance
Kober nait en 1971 et grandit à Munich. Elle commence le sport très jeune et, à 14 ans, elle s'implique en athlétisme et en lancer du javelot à l'école. À l'âge de 16 ans, une réaction à un traitement médical la rend sourde et, un an plus tard, elle fait une crise d’épilepsie. Adolescente, elle déménage dans la région de la Ruhr où elle fréquente une école pour malentendants. Elle poursuit ses études en médecine à l'Université Louis-et-Maximilien de Munich, mais doit les interrompre en 2006 pour s’occuper de sa mère malade. En 2007, Kober souffre d'un état de mal épileptique et elle est transportée à l'hôpital, mais après des complications dues à une erreur médicale, elle se retrouve en ataxie. 

### Carrière d'athlétisme
Kober revient à l'athlétisme en 2008, principalement sous forme de passe-temps sans ambition d'aller plus loin. Elle rejoint le TSV Bayer 04 Leverkusen où elle est entraînée par Joachim Lipske. Kober est rapidement identifiée comme un talent potentiel dans les concours de lancer. En 2009, elle participe à des compétitions nationales. Classée comme para-athlète de catégorie T/F34, Kober se spécialise dans le lancer de javelot et le lancer du poids. Elle se qualifie alors pour les Championnats du monde d'athlétisme IPC 2011 à Christchurch, en Nouvelle-Zélande, et remporte la médaille d'or dans ses deux épreuves. Au lancer du poids, où elle concourt dans un groupe mixte F32/33/34, elle remporte un nouveau record du monde, avec une distance de 9,30 m. 
En 2012, lors des préparatifs des Jeux paralympiques d'été à Londres, elle participe aux Championnats d'Europe à Stadskanaal aux Pays-Bas. Elle domine de nouveau le peloton en remportant les deux médailles d’or et en enregistrant un record du monde au lancer du poids avec un lancer de 10,06 m. Aux Jeux paralympiques, elle enregistre une distance de 27,03 m au javelot et trois jours plus tard, elle réalise un jet à 10,25 m au lancer du poids. Les deux distances sont de nouveaux records du monde dans la classification F34 et lui permettent de remporter l'or dans les deux épreuves,. 
Kober défend ses titres mondiaux lors de son voyage à Lyon pour les Championnats du monde 2013. Elle remporte le lancer du javelot (F33/34) et le titre au lancer du poids, égalant son record du monde au javelot. 
En 2016, elle change de catégorie et passe en F36 et concourt debout. Quelques mois plus tard, elle remporte le titre de championne paralympique en lancer de javelot dans cette nouvelle catégorie aux Jeux paralympiques. 